# شیمی‌دان شکاک

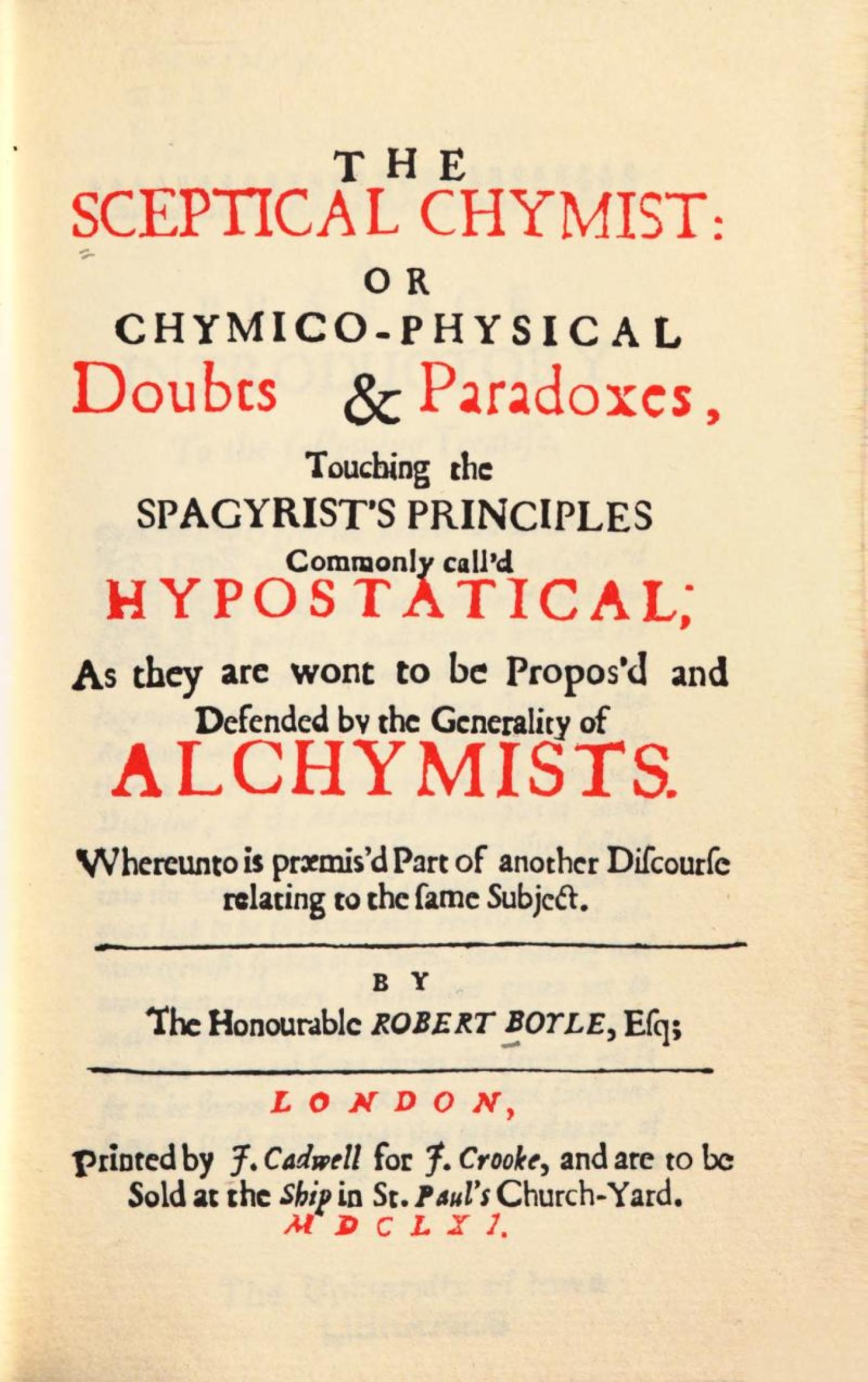
صفحه نخست کتاب شیمیدان شکاک

شیمیدان شکاک (به انگلیسی: The Sceptical Chymist یا Chymico-Physical Doubts & Paradoxes) کتابی است از رابرت بویل که در سال ۱۶۶۱ در لندن منتشر شد و نخستین کتاب در شیمی به مفهوم نوین آن است. بویل در این کتاب که به شکل گفتگو نوشته شده به ساختار ذره‌ای مواد و نظریه دموکریتوس اشاره می‌کند. رابرت بویل اولین کسی است که روش مطالعه و فهم علوم تجربی به خصوص علوم تجربی و شیمی را به همگان عرضه داشت اما اندک اشخاص مِن جمله پزشکان و طبیبان و شیمیدانان معروف و ماهر به این اشارات و توصیه‌ها و پندها عمل کرده و در واقع مفهوم سخنان او را دریافتند و بیشترین و در کل مهم‌ترین پیشرفت‌های بشر در زمینه‌های زیست‌شناسی، پزشکی و شیمی بعد از ارائه روش‌های او به وجود آمدند.